# Миша (журнал)
Ми́ша — литературно-художественный познавательный, развлекательный журнал для дошкольников и младших школьников. Выходил с июля 1983 года по декабрь 2017 года. Начал издаваться как детское приложение к журналу «Советский Союз».

## Основная информация
Распространяется в 35 странах мира. В советское время выходил на восьми языках:
- русском;
- английском — Misha: Children’s illustrated monthly magazine. — ISSN 02081571;
- испанском — Misha: Revista mensual ilustrada para niños. — ISSN 0208-158X;
- итальянском — Miscia: Rivista mensile illustrata per bambini. — ISSN 0208-159X;
- немецком — Mischa: Illustrierte Monatszeitschrift für Kinder. — ISSN 0208-161X;
- французском — Micha: Mensuel illustré pour enfants. — ISSN 02081628;
- венгерском (c 1984) — Misa: Óvodások és kisiskolások képes havi folyóirata. — ISSN 02368420;
- монгольском (с января 1989) — Миша: Хүүхдэд зориулсан сар тутмын зурагт сэтгүүл.

Основной тираж уходил за границу, что способствовало формированию представления западных читателей о российской детской периодике и жизни советских детей.
С 90-х годов основной тираж распространяется в России.
В журнале содержались познавательные материалы: весёлые уроки русского, английского и немецкого языков, занимательные уроки истории, рассказы о картинах великих художников, рассказы о природе и о животных. В каждом номере — письма ребят из областей России, весёлые тесты для детей, загадки, самоделки, комиксы, рассказы в картинках по классическим литературным произведениям, а также рассказы, стихи и загадки лучших современных русских детских писателей.
«Миша» регулярно проводил конкурсы с призами, публиковал письма, рисунки, стихи и рассказы юных читателей.

## Авторский коллектив
Идея журнала: Н. М. Грибачев, А. М. Сухов, М. В. Шпагин
Главный редактор: Нина Грозова.
Главный художник: Андрей Артюх.
Авторы: Владислав Бахревский, Илья Бутман, Светлана Войтюк, Владимир Волков, Нина Гаврилова, Елена Даровских-Волкова, Марина Дружинина, Галина Дядина, Дмитрий Емец, Виталий Злотников, Тамара Крюкова, Михаил Лероев, Сергей Макеев, Андрей Подистов, Валерий Роньшин, Нина Стожкова, Андрей Усачёв, Леонид Яхнин.
Художники: Андрей Артюх, Елена Артюх, Игорь Гончарук, Ольга Демидова, Александр Лебедев, Галина Лопачёва, Игорь Новиков, Ирина Шумилкина.

## Журнал «Наш Миша»
В 2023 году индивидуальный предприниматель Гулякин Антон Николаевич начал издавать журнал под названием «Наш Миша», указывая журнал «Миша» «предшественником» (ISSN журнала — ISSN 29491037).